# Steve O'Donnell (schrijver)

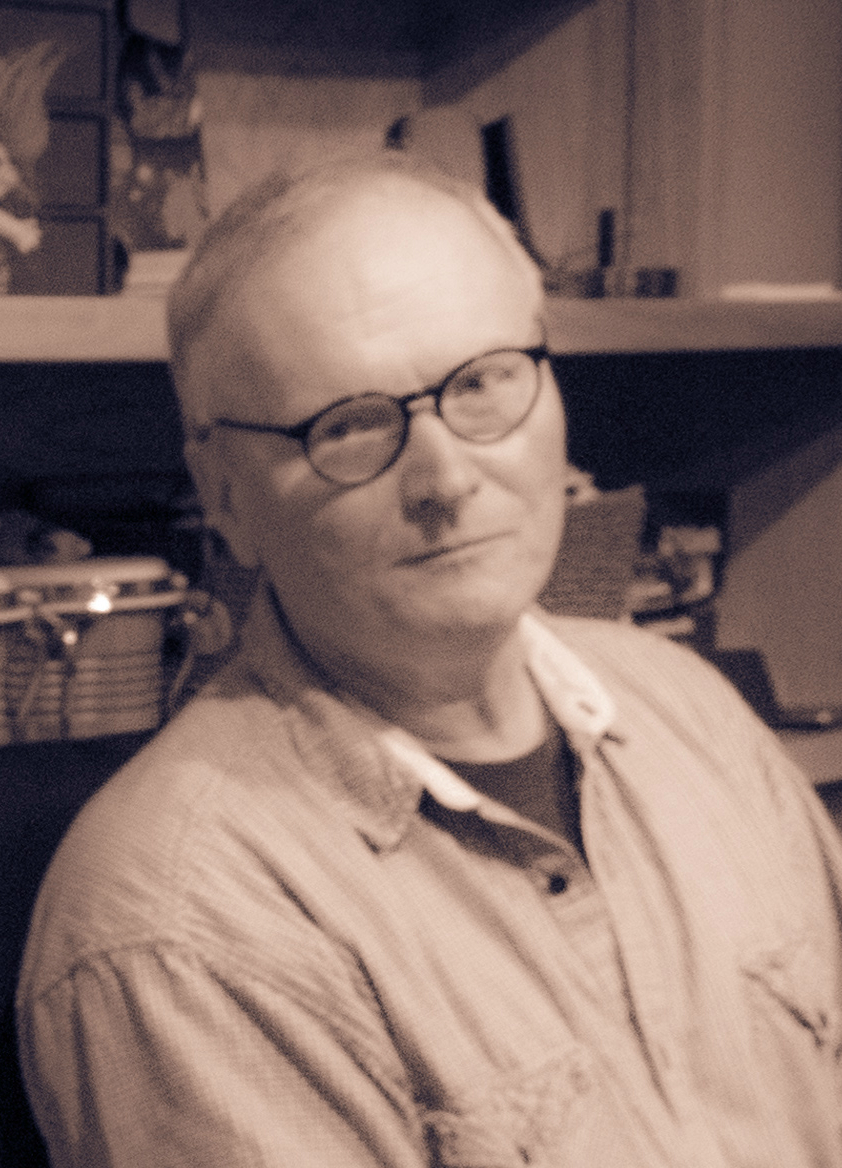
Steve O'Donnell in 2013

Steve O'Donnell is een Amerikaans scenarioschrijver. Hij heeft gewerkt aan series als The Simpsons, Seinfeld en Late Night with David Letterman. Hij is tweeling met Mark O'Donnell (1954-2012), schrijver van de musical Hairspray.

## The Simpsons
Aan de volgende afleveringen heeft O'Donnell gewerkt:
- All Singing, All Dancing
- The Joy of Sect